# یواس‌اس کلاکستون (دی‌دی-۵۷۱)
یواس‌اس کلاکستون (دی‌دی-۵۷۱) (به انگلیسی: USS Claxton (DD-571)) یک کشتی بود که طول آن ۳۷۶ فوت ۶ اینچ (۱۱۴٫۷۶ متر) بود. این کشتی در سال ۱۹۴۲ ساخته شد.